# Са Контра (Сасари)
Са Контра је насеље у Италији у округу Сасари, региону Сардинија.
Према процени из 2011. у насељу је живело 54 становника. Насеље се налази на надморској висини од 134 м.